# Ромаши (остров)
Ромаши — небольшой остров в Ладожском озере. Территориально относится к Приозерскому району Ленинградской области России.
Длина — ок. 200 м, ширина — ок. 180 м. Расположен в заливе Лехмалахти, западнее острова Большой Чёрный, восточнее острова Медвежий.

## Топографические карты
- Лист карты P-36-97,98 Приозерск. Масштаб: 1 : 100 000. Указать дату выпуска/состояния местности.